# برت داینتی
برت داینتی (انگلیسی: Bert Dainty; ۶ فوریهٔ ۱۸۷۹ – ۱۹۶۱ (۸۱−۸۲ سال)) بازیکن فوتبال اهل بریتانیا بود.
از باشگاه‌هایی که در آن بازی کرده‌است می‌توان به باشگاه فوتبال برافورد پارک آونیو، باشگاه فوتبال داندی، باشگاه فوتبال ایر یونایتد، باشگاه فوتبال ساوت‌همپتون، باشگاه فوتبال نورث‌همپتون تاون، باشگاه فوتبال داندی یونایتد، باشگاه فوتبال کترینگ تاون، Scottish League XI، باشگاه فوتبال نوتس کانتی، و باشگاه فوتبال لستر سیتی اشاره کرد.
وی همچنین در تیم ملی فوتبال Scottish League XI بازی کرده‌است.